# Petrőczy István, id.
Petrőczi és kászavári báró idősebb Petrőczy II. István (1623?/1633? – 1678 eleje? /1680 vége?) magyar nemes, felvidéki evangélikus főúr, 1672-ben a később kurucoknak nevezett bujdosók egyik jelentős vezére.

## Családja
Édesapja II. Petrőczy Miklós (? – 1639 előtt), édesanyja Mérey Zsófia (? – 1661). Felesége Thököly Erzsébet (1629-1662) grófnő, Thököly István (1623–1670) testvére, a későbbi legendás „kuruckirály”, Thököly Imre  nagynénje. Több gyermekük született, közöttük ifjabb – avagy III. – Petrőczy István (1654–1712), Thököly Imre és II. Rákóczi Ferenc generálisa, és Petrőczy Kata Szidónia (1658/1659–1708), az első ismert magyar költőnő.

## Élete
Részese a Wesselényi-összeesküvésnek, amelynek egyes résztvevői I. Lipót császár és király elfogását is tervbe vették; Petrőczy a várát (Kaszavár) fel is ajánlotta az uralkodó fogva tartására. Az összeesküvés, illetve az 1670-ben Felső-Magyarországon kirobbant, Habsburg-ellenes felkelés bukása után, birtokait elveszítve, Erdélyben talált menedéket, mint annyi más bujdosó. 1671 júniusában Szepessy Pállal együtt az első követségnek a tagja, amelyet a bujdosók segítségért a török Portához küldtek.
1672. augusztus végén a bujdosók egy része idősebb Petrőczy István, Szepessy Pál, Szuhay Mátyás (? - 1677, a labancok megölték) és Kende Gábor (? - 1693) vezetésével betört a királyi Magyarország, ahogyan akkor hívták, a Királyság területére. Szeptember 14-én, Enyickénél nagy győzelmet arattak Spankau császári tábornok seregén (lásd: Enyickei csata). Az idősebb Petrőczy vezette sereg Eperjest  is elfoglalta, továbbá Sáros vármegyét és  Szepes vármegyét. A bujdosók támadása azonban végül nem járt eredménnyel, október 26-án döntő vereséget szenvedtek Györkénél, Spankau és Cobb tábornokok egyesített csapataitól (lásd: Györkei csata). Teleki Mihály pedig, akit a bujdosók 1672. augusztus elején a tordai gyűlésükön a „fejükké” – azaz a fővezérükké – választottak, a bujdosók egy  másik részének élén indított támadást, az erdélyi országgyűlés tudta nélkül. A parancsnoksága alatt álló sereggel azonban már szeptember 20-án, Batizvasvári mellett, vereséget szenvedett az Adolf Löben szatmári várparancsnok vezette császáriaktól.
A bujdosóknak így – kezdeti sikereik ellenére, a foglalásaikat feladva – vissza kellett vonulniuk a törökök uralta hódoltsági területekre, illetve Erdélybe. (Thököly 1678. évi támadása előtt ez a támadás volt a bujdosók legjelentősebb fegyverténye a császáriak ellen. A támadás során a császáriak által kíméletlenül üldözött, protestáns bujdosók közül némelyek egyes katolikusokkal – különösen egyházi személyekkel – kegyetlenkedtek.)
A vereség után, még 1672-ben, a bujdosók egy része a forrófejű, idősebb Petrőczyt választotta vezérének. Egyes források szerint Petrőczy magát választatta meg a bujdosók fejévé, más források szerint azonban ezzel a választással valójában Teleki Mihály fővezér helyettesévé választották meg. Petrőczy támogatóinak megbízásából a Portára indult tárgyalni - I. Apafi Mihály erdélyi fejedelemmel való előzetes egyeztetés nélkül - ezért az erdélyi udvarban a fejedelem az odaérkező Petrőczyt nem fogadta azonnali kihallgatáson. Petrőczy emiatt felfortyant, megsértette a fejedelmet. Apafi elfogatta Petrőczyt, akit csak 1673. áprilisában engedett szabadon, azzal az üzenettel, hogy a fejedelmi tanács ilyen irányú döntése esetén új hadjáratra indulhat.
1673. nyarán, Teleki Mihály előző évi kudarca miatt Erdélyben a bujdosók ügyének tényleges irányítása átmenetileg Bánffy Dénes tanácsúr kezében volt. 1673. júniusában, a fejedelmi tanács ülése után, Apafi Bánffyra is bízta a bujdosók seregének szemléjét. Petrőczy ekkor Erdélyből előbb a váradi pasához, majd onnan a hódoltsági területekre távozott. Nincs konkrét adat arra nézve, hogy Petrőczy ekkor találkozhatott-e Bánffy Dénessel, volt-e közöttük esetleg nézeteltérés - hiszen a bujdosók vezetéséről van szó -, azonban ezeket a lehetőségeket kizárni sem lehet. Bánffy Szepessy Pál útján levelet íratott neki, amire Petrőczy válaszolt is, de a levélváltás nem oldotta meg a kialakult helyzetet. Tény az, hogy – 1673. októbere előtt – Bánffy az embereivel az erdélyi udvar által engedetlennek tartott Petrőczyt elfogatta, és Apafi ebből az újabb fogságából csak két évvel később, 1675-ben engedte el. Petrőczy a bujdosók közötti korábbi, vezető szerepét ekkor azonban már nem tudta visszanyerni.
Halálának, akárcsak születésének időpontja bizonytalan; a források többsége ezt 1678-ra teszi, ugyanis Béthune márkinak, a lengyelországi francia követnek tudomása szerint 1678 elején már nem élt. Absolon Dánielnek, aki először a kurucoknak, majd a császáriaknak tett diplomáciai szolgálatokat, egyik levele szerint 1680-ban Wesselényi Pállal együtt ki akart egyezni I. Lipót császárral, javainak visszaszerzése érdekében. Van olyan forrásmunka, amely – figyelembe véve ezt az adatközlést – az 1680-as esztendő utolsó napjait jelöli meg idősebb Petrőczy István halálának időpontjaként.

## Külső hivatkozások
- Angyal Dávid: Késmárki Thököly Imre, I-II. kötet. Budapest, 1888-1889.
- Szilágyi Sándor: A Magyar Nemzet Története
- Thököly Imre Késmárki Tököly Imre naplója 1693. 1694. és 1676-1678. évekből